# Pedro Moreira
Juan Pedro Moreira García (Santa Cruz de la Sierra, 14 de junio de 1998) es un futbolista boliviano. Juega como centrocampista en Totora Real Oruro de la Primera División de Bolivia.

## Trayectoria

### Inicios
Moreira se formó en la Academia Tahuichi Aguilera y permaneció en las escuelas inferiores de la Academia Tahuichi hasta 2015. En 2016 fichó por Sport Boys Warnes, en dónde continuó su progresión.

### San José
En 2018 el jugador fue fichado por el Club San José para jugar las siguientes tres temporadas en la filial del club, San José "B", disputando el torneo de la Asociación de Fútbol Oruro.
En 2021 fue ascendido al primer equipo de la «V» Azulada. Moreira hizo su debut como profesional el 14 de marzo de 2021, ante el Always Ready, en el Estadio Villa Ingenio.
Su primer gol como profesional lo anotó el 22 de julio ante el Club Independiente Petrolero.

## Estadísticas
| Club               | Div.          | Temporada     | Liga  | Liga  | Internacional | Internacional | Total | Total | Total |
| Club               | Div.          | Temporada     | Part. | Goles | Part.         | Goles         | Part. | Goles |       |
| ------------------ | ------------- | ------------- | ----- | ----- | ------------- | ------------- | ----- | ----- | ----- |
| San José · Bolivia | 1.ª           | 2021          | 21    | 1     | —             | —             | 21    | 1     |       |
| Total club         | Total club    | Total club    | 21    | 1     | —             | —             | 21    | 1     |       |
| Total carrera      | Total carrera | Total carrera | 21    | 1     | —             | —             | 21    | 1     |       |
| 1.                 |               |               |       |       |               |               |       |       |       |